# 王母宫石窟
王母宫石窟，位于中国甘肃省泾川县，为一个全国重点文物保护单位，类型为石窟寺及石刻。
王母宫石窟的历史年代为北魏。